# Lesliové
Lesliové jsou starobylý šlechtický rod ze Skotska, kde se připomíná od 11. století, jedna větev se v 17. století usadila v habsburské monarchii (170 let jim patřilo Nové Město nad Metují).

## Dějiny

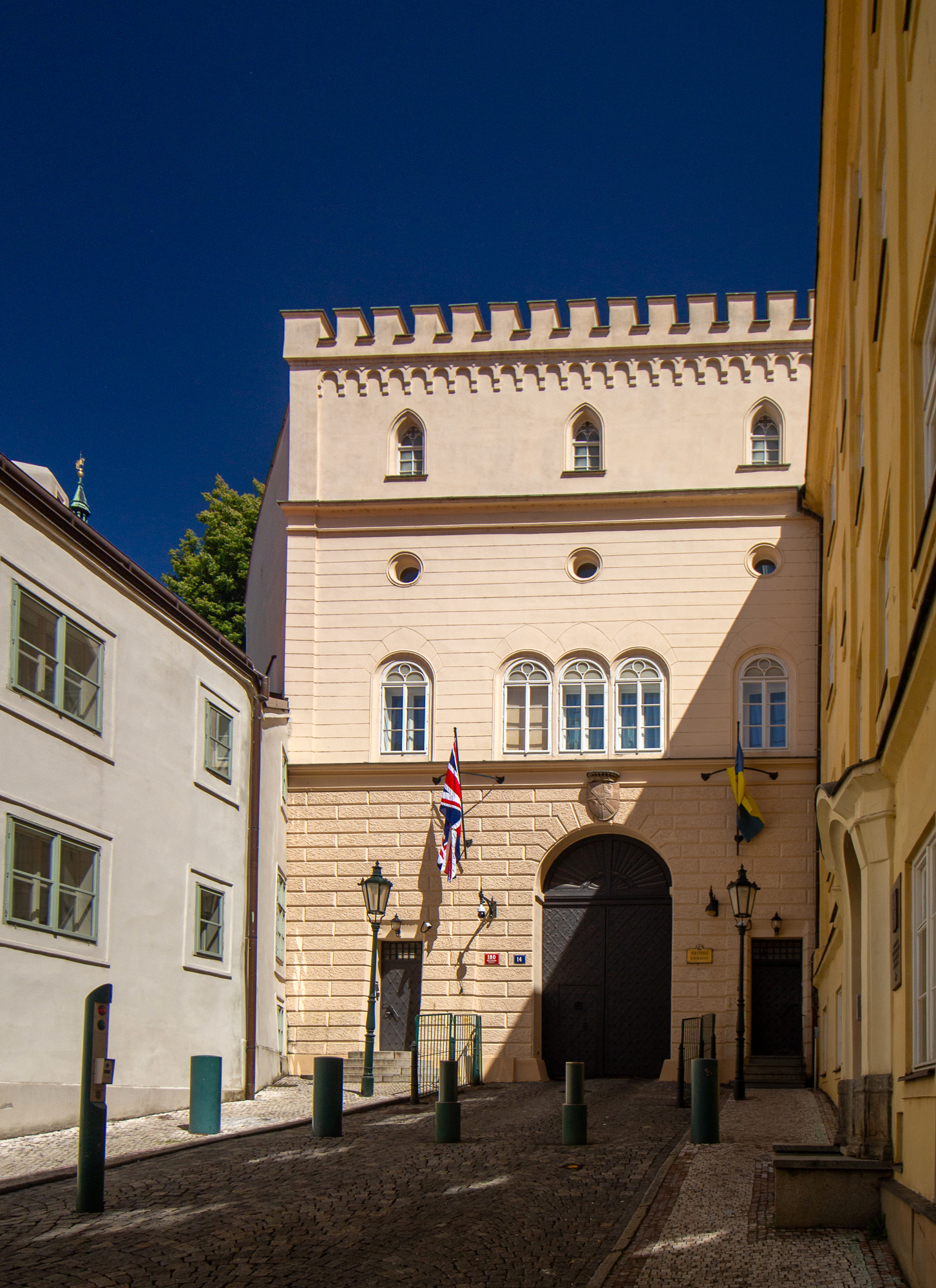
Thunovský palác v Thunovské ulici, zvaný Leslieovský na Malé Straně v Praze, dnes sídlo velvyslanecvtí Spojeného království v Česku

První známý předek Bartolf na britské ostrovy přišel z Uher. Díky sňatku s neteří skotského krále Jakuba IV. dosáhl vlivného postavení George Leslie, 4. hrabě z Rothesu (1499-1558), který působil jako diplomat a byl otráven ve Francii. Za vlády Marie Stuartovny byl jejím významným důvěrníkem duchovní John Leslie (1527-1596), dlouholetý biskup v Rossu.

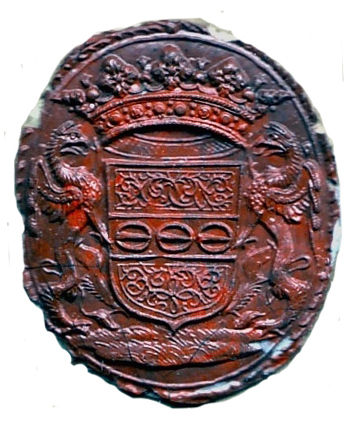
Pečeť - Walter Leslie z roku 1646 s erbem Klanu Leslie

Za třicetileté války vyniklo několik členů rodu v armádě, a to i v Evropě, později John Leslie, 7. hrabě z Rothesu (1630-1681), jako lord kancléř ve Skotsku dosáhl i titulu vévody, ale zemřel bez mužského potomstva a na další příbuzenstvo přešel opět jen titul hraběte. Rod reprezentují James Malcolm Leslie, 22. hrabě z Rothesu (* 1958), a Alexandr Leslie, 15. hrabě z Levenu (* 1984). Ti už nepocházejí přímo z rodu Leslie, ale ze spřízněných rodin Evelyn a Melville, které spolu s dědictvím hraběcích titulů přijaly i jméno Leslie.
Původní rodové sídlo Leslie Castle patřilo potomkům až do roku 1926, a i když jej Lesliové již nevlastní, v roce 1995 se zde konalo setkání všech členů rozvětveného rodu. Ve Skotsku, převážně v hrabství Aberdeenshire patřila Lesliům od středověku řada dalších sídel.

## Walter Leslie
Walter Leslie (1607-1667) pocházel z linie baronů z Balquhainu a za třicetileté války odešel jako katolík do Evropy. Od roku 1630 sloužil v císařské armádě a jeho zásadní podíl na vraždě Albrechta z Valdštejna mu vynesl odměnu v podobě panství Nové Město nad Metují, které dostal v roce 1638. Kromě toho získal statky ve Štýrsku (Ptuj), společenský vzestup dokládá jeho sňatek s hraběnkou Annou Františkou z Dietrichsteina (1647) a nakonec získání titulu říšských hrabat (1662). V armádě dosáhl hodnosti polního maršála (1650) a později se uplatnil i v diplomacii.

## Rakousko-česká větev v 18. století
Walter Leslie zemřel bez mužského potomstva, jeho majetek v Čechách a ve Štýrsku zdědil bratr Alexander Leslie, 14. baron z Balquhainu, který sice trvale žil ve Skotsku, ale dosáhl potvrzení hraběcího titulu pro Říši i inkolátu v Čechách. Do habsburské monarchie přesídlil Alexandrův syn Jakub Leslie († 1691), který strýce Waltera následoval ve vojenské kariéře a postavení rodu stvrdil sňatkem s princeznou Marií Terezií z Lichtenštejna. Rodový majetek rozšířil o palác ve Štýrském Hradci, v roce 1688 zakoupil navíc panství Pernegg ve Štýrsku.
Jakubův synovec a dědic Jakub Arnošt Leslie (1669-1737) byl císařským tajným radou a prezidentem komory ve Štýrsku a také on se přiženil do rodiny Lichtenštejnů, jeho manželkou se stala Aloisie Josefa z Lichtenštejna. Oba jeho synové se pak sňatkem spříznili s rodem Eggenbergů a snažili se získat alespoň část obrovského dědictví Eggenbergů v jižních Čechách, soud ale nakonec rozhodl ve prospěch Schwarzenbergů. Za Karla Kajetána Leslie (1696-1761), který spravoval rodový majetek od roku 1719, kulminovaly letité finanční problémy spojené s nákladným životem u dvora a udržováním několika sídel. Značné zadlužení prohloubil i soudní spor ve Skotsku, kde se Karel Kajetán snažil neúspěšně obhájit své majetkové nároky.
S dlouholetým úvěrovým zatížením se potýkali v následující generaci i Leopold Leslie (1727-1774) a jeho bratr Antonín Josef Leslie (1734-1802), kteří také na rozdíl od předků již nefigurovali ve vysokých hodnostech u dvora. Antonínovi se podařilo rozšířit majetek v Rakousku, naopak od Nového Města odprodal statek Německá Čermná (nynější Kudowa-Zdrój v Polsku). Definitivně také ve prospěch skotské rodové linie prohrál boj o dědictví ve Skotsku, když britský parlament rozhodl, že německý šlechtic nemůže vlastnit pozemky ve Velké Británii.
Antonín Josef Leslie zemřel na zámku Ptuj 22. února 1802 ve věku 68 let na mozkovou mrtvici a jím vymřela rakouská (česká) větev Lesliů. Podle předchozích dohod přešel majetek na knížecí linii Dietrichsteinů, která podle závěti Waltera Leslie jako zakladatele fideikomisu přijala i jméno Leslie (Dietrichstein-Proskau-Leslie). Nové Město patřilo Dietrichsteinům do roku 1858, Ptuj vlastnili i nástupci Dietrichsteinů hrabata Herbersteinové až do roku 1945.

## Lesliové a Nové Město nad Metují
Nové Město nad Metují nikdy nebylo hlavním sídlem rodu, přesto zde rod Lesliů v několika generacích zanechal svou stopu. Walter Leslie hned po získání panství zahájil přestavbu zámku, která s ohledem na třicetiletou válku probíhala ve dvou etapách (1639-1640, 1650-1661) za účasti architekta Carla Luraga. Reprezentační sály zámku byly vyzdobeny oslavnými freskami pražského malíře Fabiána Václava Harovníka zdůrazňující mimo jiné spojení rodin Lesliů a Dietrichsteinů. Walterovi nástupci se na podobě novoměstského zámku podíleli již jen minimálně, ale zbožný katolík Jakub Arnošt Leslie (1669-1737) podnítil stavbu dnes již neexistujícího kostela sv. Salvátora (1729), s podporou Lesliů vznikl v Novém Městě také klášter Milosrdných bratří s loretánskou kaplí.

## Heraldické památky spojené s rodem Lesliů
Erbem Lesliů byl stříbrný štít s modrým břevnem pokrytým třemi zlatými přezkami. V této jednoduché se lesliovský znak objevuje na řadě míst na Novoměstsku. Na několika místech například v interiérech novoměstského zámku, hlavnímu vstupu na nádvoří dominuje alianční erb Františka Leopolda Leslie a jeho druhé manželky Marie Luisy hraběnky z Valdštejna (1734-1794). Erb Lesliů je také na podstavci sochy sv. Václava v zámecké zahradě nebo na portálu bývalého kláštera Milosrdných bratří.